# Space Walk
Space Walk - Impressions of an Astronaut is een studio- annex verzamelalbum van Isao Tomita. In wezen is het een verkooptruc. Space Walk bevat eerder opgenomen muziek, die van eerdere albums is afgehaald en waarvan de titels gewijzigd zijn om in het thema van het album te passen.

## Musici
- Isao Tomita - synthesizers

## Tracklist
| Nr. | Titel                                                                                 | Duur |
| --- | ------------------------------------------------------------------------------------- | ---- |
| 1.  | Opening the Hatch (Ferdinand Grofé: Grand Canyon Sunrsise)                            | 5:14 |
| 2.  | Leaving the Ship (Modest Moessorgski: Schilderijen van een tentoonstelling: de gnoom) | 3:10 |
| 3.  | Floating Free (Maurice Ravel: Ma Mère l'Oye: Le jardin féerique)                      | 4:07 |
| 4.  | Somersaults in Space (Claude Debussy: Snowflakes are Falling (Children’s Corner))     | 2:09 |
| 5.  | The Orb of Beauty (Sergej Prokofjev: Scytische suite)                                 | 2:40 |
| 6.  | Get to Work (Moessorgski: Schilderijen van een tentoonstelling: Limoges)              | 1;13 |
| 7.  | No Sound in Space (Debussy: La cathédrale engloutie)                                  | 6:16 |
| 8.  | The Orderly Beauty of Space (Debussy: Des pas sur la neige)                           | 4:25 |
| 9.  | Coordinated Activity (Moessorgski: Schilderijen van een tentoonstelling: Tuileries)   | 0:53 |
| 10. | Fantasies of Science Fiction (Prokofjev: Scythische suite)                            | 6:42 |
| 11. | Thoughts of Home (Ravel: Ma Mère l'Oye : Pavane de la Belle au bois dormant)          | 1:49 |
| 12. | Survival through Technology (Prokofjev: Romeo and Juliet)                             | 2:50 |
| 13. | Unsettling Peace (Jean Sibelius: Valse triste)                                        | 2:04 |
| 14. | The Unanswered Question (Charles Ives)                                                | 6:16 |